# 齊藤哲也 (競輪選手)
齊藤 哲也（さいとう てつや、1959年4月11日 - 2018年11月2日）は、元競輪選手。現役時代は日本競輪選手会兵庫支部所属。日本競輪学校（当時。以下、競輪学校）第45期生。ホームバンクは甲子園競輪場で、師匠は坂東利則（28期）。

## 経歴
競輪学校は適性試験で合格。同期に松本整、佐古雅俊、三ツ井勉らがいた中で、卒業記念レースで優勝。
1980年6月7日、小倉競輪場でデビューし1着、そして同開催では完全優勝も果たした。1982年、特別競輪（現在のGI）初参加となった日本選手権競輪（大垣競輪場）で準決勝進出を果たす健闘を見せる。以後、決勝進出は一度も果たせなかったが、GI、GIIは1997年のふるさとダービー（防府競輪場）まで、常時出場していた。
ところが40歳のとき、悪性リンパ腫を発症。その後は抗がん剤治療を続けながらレース参加していたが、再び発症したため、現役引退を決意。
2003年7月31日、選手登録消除。通算戦績1475戦183勝、優勝25回。
現役引退後に移植手術を施し、その後、2006年3月開設のサテライト阪神のアドバイザーとなったが、同年12月18日、3度目の再発と診断され、同職から一時退かざるを得なくなった（2010年4月5日に復職）。
その後、夫人が中心となって生体骨髄移植のための『哲ちゃん基金』を呼びかけたところ、賛同者が現れ、施されることになった。
晩年は2005年より担当していたスポーツニッポンのコラムに、不定期ながら（主にGI開催時に）執筆者として登場していた。
2018年11月2日、59歳没。

## エピソード
- 1996年頃から、1998年3月の最終回まで、西宮・甲子園ケイリンアワーのオープニング映像に登場していた。しかし、その模様は甲子園記念のレースで、齊藤は吉岡稔真をマークしながらも、交わすどころか後続にも抜かれて3着に終わるといういわゆる『ハコ3』のシーンだったことから、「あれは恥ずかしいシーンやからいい加減やめてほしかったわ」と嘆いていた[3]。
- 弟弟子には、澤田義和らがいる。